# Teòfil de Cesarea
Teòfil (grec antic: Θεόφιλος, llatí: Teophilus) va ser un bisbe de Cesarea de Palestina.
Va presidir el Concili de Cesarea i va signar una encíclica sorgida d'aquest concili, probablement redactada per ell mateix, amb relació a la controvèrsia Pasqual, datada l'any 198, segons Eusebi de Cesarea Fabricius l'inclou a la Bibliotheca Graeca.